# 33
| [ Edytuj tabelę ] |                         |
| Król Armenii      | - 18 Artakses III 34    |
| Cesarz Chin       | - 25 Guangwudi 57       |
| Władca Korei      | - 18 Daemusin 44        |
| Król Mauretanii   | - 23 Ptolemeusz 40      |
| Król Nabatei      | - 9 p.n.e. Aretas IV 40 |
| Papież            | - 33 Piotr Apostoł 67   |
| Król Partów       | - 8 Artabanus II 40     |
| Cesarz Rzymu      | - 14 Tyberiusz 37       |
| Król Tracji       | - 19 Remetalkes II 38   |

Rok 33 / XXXIII
stulecia: I wiek p.n.e. ~
I wiek ~
II wiek

lata: 23 «
28 «
29 «
30 «
31 «
32 «
33
» 34
» 35
» 36
» 37
» 38
» 43

## Wydarzenia
Cesarstwo Rzymskie
- Antonia Tryfena została królową Pontu.
- Galba został konsulem rzymskim.
- Tyberiusz rozkazał zabić około 20 uwięzionych popleczników Sejana, w tym chłopców i kobiety, a ich ciała rzucić na Schody Gemońskie.
- Tyberiusz uniknął kryzysu finansowego państwa przez ustanowienie funduszu pożyczkowego z zerowym oprocentowaniem
- Małżeństwo Julii Heleny, siostry Gemellusa, z Gajuszem Rubeliuszem Blandusem.
- Małżeństwo córek Agrypiny i Germanika, Druzylli i Liwilli. Pierwsza wyszła za mąż za Lucjusza Kasjusza Longinusa, a druga za Marka Winicjusza.
- Z powodu braku chleba w Rzymie Tyberiusz importował zboże z prowincji.

Azja
- Chiński cesarz Han Guangwudi musiał zmierzyć się z kolejnym zagrożeniem dla dynastii Han – rebelią generała Gongsun Shu w Syczuanie. Gongsun posłał flotę wojenną w dół rzeki Jangcy, aby zaatakować pozycje Cen Penga, generała dynastii Han. Nieskuteczność tego ataku zmusiła go do zablokowania całej rzeki Jangcy przez pływający most pontonowy. Cen Peng staranował go swoimi okrętami i mógł stłumić rebelię.
- W Tengnoupal, we wschodnich Indiach, Pakhangha założył dynastię, która przetrwa aż do integracji w unii indyjskiej w 1947.
- Koniec rządów Luwaanga Pusziby, mejthelskiego króla Manipuru.

## Urodzili się
- Gajusz Rubelliusz Plautus

## Zmarli
- Według tradycji Jezus Chrystus (lub 7 kwietnia 30).
- 18 października – Agrypina Starsza, śmierć głodowa na Pandaterii.
- Druzus III, syn Germanika i Agrypiny Starszej. Zagłodzony na śmierć w więzieniu na Palatynie.
- Filip Tetrarcha (lub w 34).
- Lucjusz Eliusz Lamia, prefekt Rzymu.
- Marek Emiliusz Lepidus, rzymski polityk.
- Pytodoris Filometor, królowa Pontu.
- Gajusz Asinus Gallus, zagłodzony na śmierć, znienawidzony przez Tyberiusza z powodu małżeństwa z jego byłą żoną Wipsynią.
- Gongsun Shu, chiński rebeliant przeciw dynastii Han.
- Marek Kokcejusz Nerwa, samobójstwo przez zagłodzenie w odpowiedzi na rozruchy w Rzymie.
- Munacja Plancina, wdowa po Gnejuszu Kalpurniuszu Pizonie.
- Sekstus Mariusz, najbogatszy człowiek w Hiszpanii, został strącony ze Skały Tarpejskiej.

## Zdarzenia astronomiczne
- 19 marca – całkowite zaćmienie Słońca (półkula południowa)
- 3 kwietnia – zaćmienie Księżyca o zachodzie słońca